# АЭС Мюлеберг
АЭС Мюлеберг (нем. Kernkraftwerk Mühleberg) — атомная электростанция в Швейцарии.
Станция расположена в муниципалитете Мюлеберг в кантоне Берн.
АЭС имеет один энергоблок с кипящим водяным реактором (BWR-4) разработки General Electric, мощностью 390 МВт. Для охлаждения на станции применяется вода из реки Аре.

## История
АЭС сооружалась в период с 1967 по 1971 годы. 6 ноября 1972 года энергоблок был введён в эксплуатацию.
АЭС Мюлеберг поставляла 5% всей потребляемой в Швейцарии электроэнергии. Изначально лицензия на эксплуатацию станции была ограничена 31 декабря 2012 года. В 2009 году это ограничение было отменено.

### Остановка АЭС «Мюлеберг»
АЭС остановлена 20 декабря 2019 года. Остановка АЭС обойдётся по меньшей мере в 2,1 млрд франков, из них 800 млн пойдёт на процесс остановки и 1,3 млрд на утилизацию радиоактивных отходов.

### Демонтаж и утилизация АЭС Мюлеберг
Первая фаза работ — это демонтаж топливных элементов станции (240 элементов весом в 270 кг). Демонтированные топливные стержни поместят на охлаждение в специальный водный резервуар. В нём стержни будут остывать несколько лет. 
Вторая фаза: в 2024 году, охлаждённые урановые стержни будут доставлены для консервации на территорию временного хранилища ядерных отходов в городе Вюренлинген (кантон Аргау).

## Информация об энергоблоках
| Энергоблок | Тип реакторов | Мощность | Мощность | Начало строительства | Физпуск    | Подключение к сети | Ввод в эксплуатацию | Закрытие   |
| Энергоблок | Тип реакторов | Чистый   | Брутто   | Начало строительства | Физпуск    | Подключение к сети | Ввод в эксплуатацию | Закрытие   |
| ---------- | ------------- | -------- | -------- | -------------------- | ---------- | ------------------ | ------------------- | ---------- |
| Мюлеберг   | BWR-4         | 373 МВт  | 390 МВт  | 01.03.1967           | 08.03.1971 | 01.07.1971         | 06.11.1972          | 20.12.2019 |